# 헤더 오크스
헤더 오크스(Heather Oakes, 1959년 8월 14일 ~ )는 주로 100m에 나간 영국의 전 육상 선수이다. 1980년과 1984년 하계 올림픽에서 400m 릴레이 동메달을 획득하고, 1986년 코먼웰스 게임 2관왕이다.

## 경력
런던 해크니구에서 태어난 그녀는 해링키 육상 클럽의 회원이었다. 1977년 헤더 헌트라는 이름으로서 도네츠크에서 열린 유럽 주니어 선수권에서 100m 4위를 하여 동료 선수 캐시 스몰우드에게 의하여 메달을 획득하는 데 놓쳤다. 그녀는 릴레이에서 동메달을 땄다.
1980년 5월 21일 크리스탈 팰리스에서 열린 대회에서 그녀는 100m를 11.01초로 달렸다. 그해 후반에 모스크바 올림픽에서 스몰우드, 비벌리 고다드, 소니아 랜너먼과 함께 400m 릴레이 동메달을 획득하였다. 그들은 2013년으롭 봐서 아직도 보유되는 42.43초의 영국 기록으로 달렸다. 그녀는 100m에서 11.34초와 함께 8위를 하기도 하였다. 1982년 이제 헤더 오크스라는 이름으로 나가 코먼웰스 게임에서 100m 7위를 하였다. 1983년 헬싱키에서 열린 세계 육상 선수권 대회에서 11.50초로 달린 100m의 준결승전에 도달하였다.
1984년 로스앤젤레스 올림픽에서 오크스는 400m 릴레이에서 또 하나의 동메달을 획득하는 데 이전 올림픽 때 동료 선수들 스몰우드(쿡), 고다드(캘린더)와 재결합하고, 시몬 제이컵스에 의하여 가입되었다. 100m 결승전에서는 11.43초와 7위를 하였다. 1985년 세계와 유럽 양실내 선수권에서 메달 획득으로 좋은 실내 시즌을 가졌다. 1월 파리에서 열린 세계 실내 선수권에서 7.21초와 함께 은메달을 땄으며, 우승자 질케 글라디슈에게 1초의 100분의 1 만으로 밀렸다. 그러고나서 넬리 코만과 마를리스 괴어에 밀려 동메달을 땄으나 글라디슈를 앞섰다.
1986년 에딘버러에서 열린 코먼웰스 게임에서 100m 챔피언이 되었다. 그녀는 11.20초의 일생 최고 시간에서 우승하였다. 대단히 가까운 경주에서 오크스는 동료 선수 폴라 던(11.21초)과 캐나다의 앤절라 테일러(또한 11.21초)를 앞섰다. 오크스는 후에 릴레이에서 금메달을 획득하는 데 던, 캐시 쿡, 조앤 뱁티스트와 팀을 이루었다. 그녀는 43.39초로 우승하는 데 잉글랜드 팀의 최종 주자였다.
자신의 경력 동안에 그녀는 4개의 AAA 국립 타이틀과 5개의 UK 국내 타이틀을 우승하였다. 동료 올림픽 동메달리스트 게리 오크스와 결혼하였다.